# Overleaf
Overleaf je online editor sloužící k tvorbě odborných, akademických prací. Systém používá pro počítačovou sazbu program LaTeX. Společnost, jež stála u zrodu editoru Overleaf, se jmenuje Writelatex Limited. V roce 2012 ji založili dva matematikové – John Hammersley a John Lees-Miller, kteří spolu už předtím spolupracovali. Jejich záměrem bylo vytvoření lepšího editačního nástroje, který by umožňoval kooperativní psaní a rychlou, snadnější úpravu převážně akademických textů. Overleaf přenáší celý proces vědecké dokumentace do jednoho virtuálního prostoru. Editor umožňuje i laikům vytvářet sazečsky náročnější texty.
Overleaf je podporován společností Digital Science. Digital Science je technologická společnost se sídlem v Londýně. Zaměřuje se na strategické investice do začínajících firem, které podporují výzkum. Úkolem Digital Science je poskytování softwaru, který bádání usnadňuje.
Do začátku roku 2018 užívalo online editor okolo 750 000 uživatelů z celého světa. Dohromady bylo vytvořeno přes 10 miliónů projektů.
V červnu roku 2014 vyhrál Overleaf cenu Innovative Internet Business of 2014 (Nominet Internet Awards).
V červenci 2017 se s Overleaf spojil online editor ShareLaTeX. Obě služby, které mají být časem integrovány do jedné, mají dohromady dva miliony uživatelů.